# 伊藤宏明
伊藤 宏明（いとう・ひろあき、1975年11月17日 - ）は、日本の元ラグビー選手、指導者。
大阪府出身。ポジションはスタンドオフ(SO)。現役時代サイズは身長 170cm、体重 75kg。日本代表キャップは2。ニックネームはひろあき。

## 経歴
大阪工大高校から明治大学に進学。
明大ラグビー部では3年からレギュラーに定着し、プレースキッカーも務めた96年度大学選手権で優勝。4年時には、対抗戦グループでリーグ1位の個人134得点を記録した。なお、大学時代のあだ名は「アジア太郎」だった。
大学卒業後の1998年にサントリーに入社、1年目から先発として起用される。2003年、イタリア・スーペル10のラクイラ・ラグビーとプロ契約。1シーズンプレーし、国内の外国人選抜に選ばれてイタリア代表と対戦した。帰国後、日本代表のメンバーに選ばれ、キャップ2を獲得。その後、福岡サニックスボムズ（後の宗像サニックスブルース）に入団。トップリーグ昇格に貢献した。2005年よりクボタスピアーズでプレー。2009年、NTTドコモレッドハリケーンズに入団。2013年に同チームを退団して現役引退。
その後、日野自動車のバックス（BK）コーチを務める。2018年、母校明大ラグビー部のバックスコーチに就任。